# Уайлд, Корнел
Корнел Уайлд (англ. Cornel Wilde; 13 октября 1912 — 16 октября 1989, Лос-Анджелес) — американский актёр, кинорежиссёр и продюсер 1930—1980-х годов, более всего известный исполнением ролей главных героев в нуаровых, приключенческих и романтических фильмах категории В.
«Высокий, красивый и эффектный актёр», Уайлд был «уникальным экземпляром среди многочисленных голливудских красавцев 1940-х годов». Он «свободно говорил на нескольких языках и легко мог имитировать любой акцент, он также был очень спортивен и часто подчёркивал на экране свои физические достоинства». Будучи в своё время членом сборной США по фехтованию, Уайлд успешно демонстрировал своё мастерство на экране, что «делало его очень востребованным актёром в приключенческих фильмах в духе Эррола Флинна».
Появившись на экране в 1940 году, Уайлд поначалу исполнял «небольшие роли бандитов в нескольких фильмах, в частности, в фильме нуар „Высокая Сьерра“ (1940), затем сменил студию и стал получать главные роли в фильмах категории В». Вскоре Уайлду удалось проявить своё драматическое мастерство и завоевать номинацию на Оскар как лучшему актёру за роль в фильме «Песня на память» (1945). Во время последующей контрактной работы на студии «Двадцатый век Фокс» Уайлд качественно сыграл в таких заметных фильмах, как «Бог ей судья» (1945), «Навеки Эмбер» (1947) и фильме нуар «Придорожное заведение» (1948), а также в нуаре «Стойкость» (1949), где его партнёршей была тогдашняя жена Патриция Найт.
Уайлд был не только «умным, способным и крепким актёром, но и несправедливо недооценённым режиссёрским талантом своего времени». В отличие от многих своих коллег, Уайлд был амбициозен и сделал успешную вторую карьеру как продюсер, режиссёр, а порой и как сценарист. В середине 1950-х годов растущий интерес в режиссуре привёл его к созданию собственной продюсерской компании «Теодора продакшнс».
Как один из продюсеров и исполнителей главных ролей он внёс заметный вклад в один из лучших фильмов нуар 1950-х годов — «Большой ансамбль» (1955) режиссёра Джозефа Х. Льюиса. К наиболее удачным работам созданной Уайлдом студии относятся также визуально впечатляющие, новаторские фильмы, такие как приключенческий триллер в африканских джунглях «Голая жертва» (1966), военная драма «Красный берег» (1967) и пост-апокалиптический триллер «Смерть травы» (1970). Последующие фильмы Уайлда были неровного качества, и он закончил свою карьеру, играя небольшие роли во второстепенных приключенческих фильмах.

## Ранние годы жизни
Корнел Уайлд (имя при рождении — Корнел Лайош Вайс) родился в городе Прьевидза, Венгрия (ныне — Словакия), 13 октября 1912 года в еврейской семье. В 1920 году он вместе с родителями и старшей сестрой Эдит эмигрировал в Нью-Йорк, где сменил имя на американизированное Корнелиус Луис Уайлд.
Его отец был странствующим коммивояжёром, который часто ездил в командировки в Европу, и «Уайлд провёл значительную часть своего детства на континенте, где в совершенстве овладел несколькими языками». Он знал венгерский, французский, немецкий, итальянский и русский языки. В возрасте 14 лет Уайлд окончил школу для одарённых детей в Нью-Йорке, и поступил на медицинский факультет аффилированного с ней Сити-колледжа Нью-Йоркского университета, окончив за три года четырёхлетний курс обучения.
Уайлд получил стипендию на продолжение учёбы в медицинском колледже Колумбийского университета, но отказался от неё ради своей новой любви — театра. Во время учёбы в Сити-колледже Уайлд стал членом студенческой команды по фехтованию, и был включён в Олимпийскую сборную США, однако непосредственно перед Олимпиадой в Берлине 1936 года оставил спорт и учёбу ради театральной карьеры.

## Театральная карьера в 1935—1940 годы
После учёбы в Студии Теодоры Ирвайн, в 1933 году Уайлд дебютировал на Бродвее в спектакле «Они все приходят в Москву», за которыми последовали роли в бродвейских постановках «Луна над Малберри стрит» (1935-36), «Дети Атрея» (1936), «Отлично проводя время» (1937-38), «Иеремия» Стефана Цвейга (1939) и «Пастораль» (1939), а также «гастрольные спектакли, где он играл всё — от главных ролей до эпизодов».
В 1937 году Уайлд женился на Марджори Хейнцен (позднее известной как Патриция Найт), и «они оба срезали по нескольку лет от своего возраста с тем, чтобы получить работу». Уайлд стал утверждать, что родился в 1915 году в Нью-Йорке, хотя в официальных документах он указывал свои правильные год и место рождения.
В 1940 году продюсер, режиссёр и исполнитель главной роли Лоренс Оливье пригласил Уайлда в свой спектакль «Ромео и Джульетта» в двух качествах — как постановщика фехтовальных сцен и как исполнителя роли Тибальта. Хотя это был бродвейский спектакль, но в тот момент исполнительница роли Джульетты, актриса Вивьен Ли была занята на киносъёмках в Голливуде, и потому репетиции спектакля проходили в Лос-Анджелесе.

## Кинокарьера в 1940-е годы
Во время театральных репетиций в Калифорнии, Уайлд обратил на себя внимание киностудии «Уорнер бразерс», с которой заключил контракт. После завершения работы в спектакле «Ромео и Джульетта», Уайлд вернулся в Голливуд, где в 1940 году сыграл несколько небольших киноролей (без упоминания в титрах). В 1941 году Уайлд сыграл свою первую заметную роль члена банды грабителей в нуаровом триллере Рауля Уолша «Высокая Сьерра» (1941) с участием Хамфри Богарта и Айды Лупино.
Далее он сыграл в менее значимых картинах — спортивной мелодраме «Нокаут» (1941), а также романтических комедиях «Поцелуи на завтрак» (1941) и «Идеальный сноб» (1941), «но затем студия бросила его всего лишь через полгода совместной работы». «После нескольких месяцев простоя без работы — когда ему намекали на то, что его кожа была слишком жёлтой для цветных фильмов — Уайлда подхватила студия „Двадцатый век Фокс“».
В 1942 году Уайлд сыграл одну из главных ролей военного радиотехника в триллере времен Второй мировой войны «Вызывает Манила» (1942), действие которого разворачивается в филиппинских джунглях. В том же году Уайлд стал партнёром Айды Лупино в мелодраме из жизни театральных актёров «Жизнь начинается в восемь-тридцать» (1942). На следующий год единственным появлением Уайлда на экране была роль второго плана в музыкально-романтической комедии «Зимний сезон» (1943) со знаменитой фигуристкой Соней Хени в главной роли.
После нескольких второстепенных ролей Уайлд сделал скачок к славе, сыграв (в аренде на студии «Коламбиа») роль легендарного композитора Фредерика Шопена в музыкально-биографической мелодраме «Песня на память» (1945) с Мерл Оберон в роли Жорж Санд. За роль в этом фильме Уайлд был удостоен номинации на Оскар как лучший актёр. Это достижение и значительный финансовый успех картины принесли Уайлду карьерный взлёт и много ролей в последующие годы>.
Уайлд провёл вторую половину 1940-х годов в главных ролях в романтических, нуаровых и приключенческих фильмах, работая одновременно и на «Коламбиа» и на «Фокс».

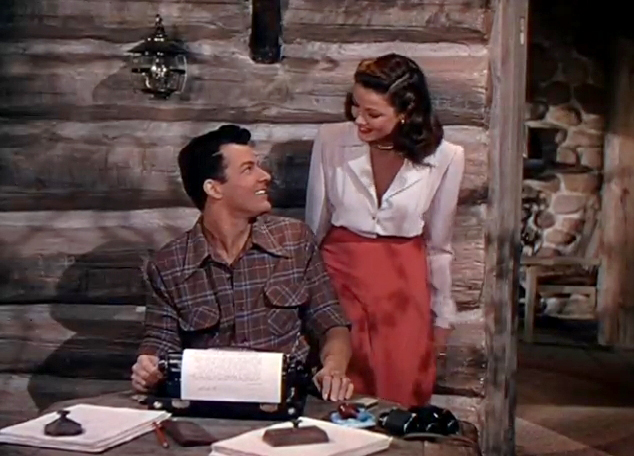
Корнел Уайлд и Джин Тирни в фильме «Бог ей судья» (1945)

В очень успешной нуаровой мелодраме Джона Стала «Бог ей судья» (1945) писатель (Уайлд) женится по любви на красивой, но до безумия ревнивой светской даме (Джин Тирни). В этом фильме Тирни сыграла одну из лучших ролей в своей карьере и не случайно была удостоена номинации на Оскар. В скандальной исторической мелодраме Отто Премингера «Навеки Эмбер» (1947), действие которой происходит в Британии 17 века, Уайлд сыграл роль лихого солдата, возлюбленного и мужа главной героини (Линда Дарнелл). В драме «Стены Иерихона» (1948) Уайлд сыграл роль успешного адвоката в небольшом городке в Канзасе в начале 20 века, политическая карьера которого рушится из-за женских интриг. Звёздный состав актёров этого фильма включал Линду Дарнелл, Кирка Дугласа и Энн Бакстер.
К менее значимым работам Уайлда в 1940-е годы относятся приключенческое фэнтези «Тысяча и одна ночь» (1945), где он сыграл главную роль Аладдина, приключенческая экшн-драма «Разбойник и королева» (1946), где он исполнил роль сына Робина Гуда, Роберта Ноттингемского. В мелодраме о международных скачках «Финишная прямая» (1947) он был экспертом по спортивным лошадям, а в романтической комедии «От судьбы не уйдёшь» (1947) сыграл предмет любви богатой девушки (Джинджер Роджерс).
В конце десятилетия Уайлд сыграл в двух значимых фильмах нуар «Придорожное заведение» (1948) Жана Негулеско и «Стойкость» (1949) Дугласа Серка. В «Придорожном заведении» (1948) Уайлд исполнил роль спокойного и порядочного менеджера ресторана, которым владеет его старый приятель с бандитскими и психопатическими наклонностями (Уидмарк), в определённый момент они становятся соперниками не на жизнь, а на смерть в борьбе за сердце заезжей певицы (Лупино). В «Стойкости» (1949) Уайлд играет чиновника, надзирающего за условно-досрочно освобождёнными, который влюбляется в свою подопечную (её роль сыграла тогдашняя жена Уайлда Патриция Найт), продолжающую поддерживать связь со своим любовником из преступного мира.

## Актёрская карьера в 1950-е годы
В 1950-е годы его звезда слегка потускнела, и, если не считать отдельных блокбастеров, таких как «Величайшее шоу на Земле» (1952), он работал главным образом в приключенческом кино. В 1950 году Уайлд сыграл капитана армии северян в вестерне Роберта Уайза «Два флага Запада» (1950), главные роли в котором исполнили Джозеф Коттен и Линда Дарнелл. В 1952 году Уайлд сыграл главную роль работающего на французское сопротивление американского агента в шпионском триллере времен Второй мировой войны «Операция Секрет».

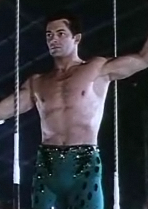
Корнел Уайлд в фильме «Величайшее шоу на земле» (1952)

На протяжении своей карьеры Уайлд был одним из «самых атлетичных актёров и его физическая удаль принесла ему роль в крупнобюджетной цирковой драме Сесиля де Милля „Величайшее шоу на Земле“ (1952)». Уайлду пришлось «преодолеть страх высоты, чтобы сыграть роль воздушного акробата Великого Себастиана, и он показал себя очень хорошо. Хотя фильм завоевал Оскар как лучший фильм, он не выдержал испытания временем, и в дальнейшем эта скучная, драматически несостоятельная картина стала рассматриваться как одна из худших картин, когда-либо завоевавших Оскар».
Уайлд также «смог продемонстрировать своё мастерство фехтовальщика, которым он овладел два десятилетия назад в качестве члена сборной США по фехтованию, когда сыграл роль мушкетёра Д’Артаньяна (сына Д’Артаньяна) в исторической приключенческой ленте „На кончике шпаги“ (1952). Его многогранный талант помог ему поставить также сцены экшна в этом фильме». В этом фильме Уайлд первый раз в 1952 году «предстал в образе „красавца-мужчины в бондаже“: он был привязан и обнажён по пояс в камере пыток, где его торс прижигали калёным железом. Второй раз в таком образе Уайлд предстал в исторической приключенческой драме „Захват Калифорнии“ (1952): он вновь был обнажён по пояс и привязан к дереву, где его стегали по груди хлыстом». Фильм рассказывал о заговоре мексиканского испанского дворянства в 1840 году с целью присоединить Калифорнию к Российской империи. «Сокровище Золотого Кондора» (1953) было ещё одним приключенческим фэнтези, где Уайлд играл «героя с голым торсом», который направляется из Франции в Гватемалу для поиска сокровищ. В очередной приключенческой мелодраме «Саади» (1953) Уайлд играет марокканского принца, влюблённого в загадочную дикую девушку, якобы способную приносить несчастья.
В классическом вестерне «Страсть» (1954) о борьбе за землю, любви и мести партнёрами Уайлда стали Ивонн де Карло и Рэймонд Бёрр. Драма «Мир женщины» (1954) рассказывала о борьбе трёх руководителей за должность генерального директора автомобильной корпорации и той роли, которую в этом проецессе играют их жёны. Ровный звёздный состав исполнителей помимо Уайлда включал таких актёров, как Клифтон Уэбб, Ван Хефлин и Лорен Бэколл. «Звезда Индии» (1954) была ещё одним приключенческим фильмом с Уайлдом в главной роли, действие картины протекает во Франции XVII века и вращается вокруг охоты за священным индийским сапфиром, партнёршей Уайлда по фильму была его тогдашняя жена Джин Уоллес.
В историческом триллере «Алое пальто» (1955) Уайлд играет американского шпиона времен войны за независимость США в 1780 году, который заброшен в штаб армии англичан. В нетипичной для режиссёра Николаса Рэя музыкальной мелодраме «Горячая кровь» (1956) пару Уайлду составила Джейн Расселл. Съёмки приключенческого экшн-триллера «За пределами Момбасы» (1956) проводились в Кении, куда герой фильма (Уайлд) приезжает, чтобы выяснить причины смерти своего брата. Уайлд исполнил заглавную роль в приключенческой биографической драме «Омар Хайям» (1957) о жизни знаменитого персидского поэта XI века. В криминальной драме «Край вечности» (1959) шериф из Аризоны (Уайлд) ведёт расследование серии жестоких убийств, значительная часть фильма снималась в Гранд-каньоне.

## Работа в собственной продюсерской компании в 1955—1975 годы
В 1950-е годы Уайлд расширил спектр своей деятельности, впервые выступив в качестве режиссёра одной из серий телесериала «Театр Дженерал Электрик» (1955), в котором сыграл главную роль в паре с Уоллес.
В результате упорной работы в 1955 году Уайлд создал собственную продюсерскую компанию «Теодора продакшнс», чтобы производить, ставить и играть главные роли в собственных фильмах. В общей сложности он сделал 11 фильмов в этом качестве, многие из которых были высокого качества, «однако не добился особенного признания за эту работу».

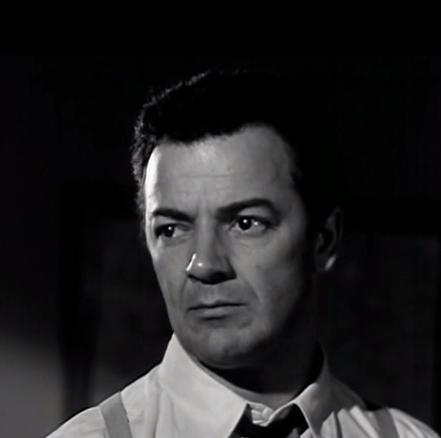
Корнел Уайлд в фильме «Большой ансамбль» (1955)

Некоторые его проекты в жанре нуар, как его собственные, так и других режиссёров, были довольно интересными, например, «Большой ансамбль» (1955) и «Страх бури» (1955). Уайлд «заключил соглашение с „Юнайтед артистс“ на распространение впечатляющего нуарового триллера „Страх бури“ (1955), в котором он взял на себя обязанности продюсера, режиссёра и исполнителя главной роли. Уайлд на этот раз играл злодея, а не тип положительного главного героя, на который его обычно привлекали студии». В этой картине Уайлд предстал в образе лидера банды грабителей, который получил тяжелое ранение во время неудачного грабежа, и вместе с сообщниками прячется на отделённой ферме своего брата (Дэн Дьюриа), роль жены брата и его бывшей возлюбленной исполнила Джин Уоллес. Самой важной работой Уайлда этого времени стал стильный, захватывающий фильм нуар «Большой ансамбль» (1955), который поставил культовый режиссёр Джозеф Х. Льюис. Уайлд, который был одним из продюсеров фильма, сыграл в нём роль полицейского детектива, который ведёт охоту на мафиозного босса (Ричард Конте), одновременно соперничая с ним в отношении общего предмета любовной страсти (Джин Уоллес).
В свете успеха этих картин режиссёрская карьера Уайлда обрела признание, и он даже стал писать сценарии для своих последующих фильмов под псевдонимом Джефферсон Паскаль. Уайлд вновь предстал в нескольких качествах (продюсер, режиссёр, исполнитель главной роли) в спортивном экшне «Заколка дьявола» (1957), где он сыграл автогонщика (его партнёршей была Джин Уоллес). В приключенческой драме «Маракайбо» (1958) он сыграл нефтяника, которому поручено потушить пожар на нефтяной скважине в заливе Маракайбо, фильм частично был снят в Венесуэле, партнёршей Уайлда вновь была Уоллес. В исторической приключенческой фэнтези «Ланселот и Гвиневера» (1963) Уайлд вновь выступил продюсером, автором сценария, режиссёром, исполнителем главной роли, а роль главной героини вновь сыграла Уоллес.

## Кинокарьера в 1960—1970-е годы
В середине 1960-х годов он был продюсером, режиссёром и главным актёром двух «поразительно живых, опережающих своё время картин — „Голая жертва“ (1966) и „Красный берег“ (1967). Снятый на восхитительной южноафриканской натуре приключенческий триллер „Голая жертва“ (1966) рассказывал о белом гиде на сафари (Уайлд)», на которого, предварительно убив всех других белых охотников, начинают охоту представители африканского племени. Фильм отличала «экономичная и увлекательная постановка почти без диалогов, предметом гордости фильма стал великолепный визуальный ряд и поразительно суровые сцены насилия». «Эта мощная приключенческая драма принесла ему настоящее признание как режиссёру». Драма «Красный берег» (1967) была «одним из первых фильмов эпохи вьетнамского конфликта, отразивших на экране ужасы и бессмысленность войны, кроме того, картина была нетипично кровавой для своего времени». Уайлд был главным режиссёром и исполнителем главной роли, главную женскую роль исполнила Джин Уоллес.
«После двух таких сильных фильмов» Уайлд сыграл роль второго плана в грустной актёрской комедии Карла Рейнера «Комик» (1969), «но вскоре снова оказался с другой стороны камеры».
Под впечатлением от британского фантастического романа «Смерть травы», Уайлд решил сделать на его основе фильм, и в конечном счёте ему удалось убедить владельца прав, студию «Метро-Голдвин-Майер» позволить ему стать продюсером и режиссёром. Вышедший в итоге фильм «Смерть травы» (1970) «предвосхитил волну пост-апокалиптических фильмов, которая пришла десятилетие спустя. Однако, студия не знала, что ей делать с этим суровым, жестоким фильмом, и он так и не получил широкой дистрибуции».
Уайлд на некоторое время переключился на телевидение, «сыграв в телефильме ужасов „Гаргульи“ (1972), который стал культовым, несмотря на художественную ограниченность такого рода фильмов».
Уайлд вернулся в большое кино с триллером «Сокровища акулы» (1975), сыграв лидера группы охотников за сокровищами, которая сталкиваются с угрозой не столько со стороны морских хищников, сколько группы заключённых. «Это была не самая сильная работа Уайлда, кроме того, к сожалению, для фильма, он вышел на экраны за два с половиной месяца до хита „Челюсти“ (1975) Стивена Спилберга, и, вероятно, был бы коммерчески более успешным, если бы вышел не до, а после этого блокбастера».
В фильме «Плоть и пули» (1985) вместе с Уайлдом сыграли (в небольших эпизодах) другие ветераны Золотой эпохи Голливуда — Ивонн де Карло, Сесар Ромеро и Альдо Рэй. Это была «криминальная драма низкого уровня, которая не получила широкого проката. Это был последний фильм Уайлда, не соответствующая его достижениям лебединая песня».
Последнее появление актёра на экране состоялось в 1987 году в телесериале Анджелы Лэнсбери «Она написала убийство».

## Личная жизнь
Уайлд был женат дважды: на актрисе Патриции Найт с 1937 по 1951 год и на актрисе Джин Уоллес с 1951 по 1981 год.
В 1937 году Уайлд женился на актрисе Патриции Найт, в 1943 году у них родилась дочь. Найт сыграла вместе с Уайлдом в фильме «Стойкость» (1949), «однако их брак оказался непрочным. Найт обвинила мужа в чрезмерной ревности и в попытках навязывать ей свои представления о жизни, и в итоге в 1951 году они развелись.
Не теряя времени, в том же году Уайлд женился на актрисе Джин Уоллес, которая в дальнейшем сыграла вместе с ним в нескольких фильмах», включая «Большой ансамбль» (1955), «Ланселот и Гвиневера» (1963) и «Красный пляж» (1967). Уайлд усыновил двух детей Уоллес, рождённых в браке с Тоуном, у них также есть общий сын 1967 года рождения. В 1981 году они развелись, после чего актёр вел тихий образ жизни.

## Смерть
Уайлд умер от лейкемии 16 октября 1989 года, через два года после своего последнего появления на экране и через три дня после своего 77-го дня рождения.

## Избранная фильмография

### Как актёр
- 1936 — The Rhythm Party — гость на вечеринке
- 1941 — Высокая Сьерра / High Sierra — Луис Мендоса
- 1941 — Нокаут / Knockout
- 1941 — Поцелуи на завтрак / Kisses for Breakfast
- 1941 — Великолепный сноб / The Perfect Snob
- 1942 — Вызывает Манила / Manila Calling
- 1942 — Жизнь начинается в восемь-тридцать / Life Begins at Eight-Thirty
- 1943 — Зимний сезон / Wintertime
- 1945 — Бог ей судья / Leave Her to Heaven — Ричард Харленд
- 1945 — Песня на память / A Song to Remember — Фредерик Шопен
- 1945 — Тысяча и одна ночь / A Thousand and One Nights — Аладдин
- 1946 — Разбойник из Шервудского леса / The Bandit of Sherwood Forest — Роберт Ноттингемский
- 1946 — Лето столетия дня независимости / Centennial Summer
- 1947 — Навеки Эмбер / Forever Amber
- 1947 — От судьбы не уйдёшь / It Had to Be You
- 1947 — Финишная прямая / The Homestretch
- 1948 — Стены Иерихона / The Walls of Jericho — Дейв Коннорс
- 1948 — Придорожное заведение / Road House — Пит Морган
- 1949 — Стойкость / Shockproof — Грифф Мэрат
- 1950 — Два флага Запада / Two Flags West
- 1952 — Операция Секрет / Operation Secret
- 1952 — На кончике шпаги / At Sword’s Point — Д’Артаньян
- 1952 — Покорение Калифорнии / California Conquest
- 1952 — Величайшее шоу на земле / The Greatest Show on Earth — Великий Себастиан
- 1953 — Сокровище Золотого Кондора / Treasure of the Golden Condor
- 1953 — Саадия / Saadia
- 1954 — Страсть / Passion
- 1954 — Звезда Индии / Star of India
- 1954 — Мир женщины / Woman’s World
- 1955 — Большой ансамбль / The Big Combo — лейтенант полиции Леонард Даймонд
- 1955 — Страх бури / Storm Fear — Чарли Блейк
- 1955 — Алое пальто / The Scarlet Coat
- 1956 — Горячая кровь / Hot Blood
- 1956 — За пределами Момбасы / Beyond Mombasa
- 1957 — Омар Хайям / Omar Khayyam — Омар Хайям
- 1957 — Заколка дьявола / The Devil’s Hairpin
- 1959 — Край вечности / Edge of Eternity
- 1961 — Константин Великий / Costantino il Grande — Константин I Великий
- 1963 — Ланселот и Гвиневера / Lancelot and Guinevere — Ланселот
- 1966 — Голая жертва / The Naked Prey
- 1967 — Красный берег / Beach Red — капитан Макдональд
- 1969 — Комик / The Comic
- 1970 — Смерть травы / No Blade of Grass
- 1972 — Гаргульи / Gargoyles (телефильм)
- 1975 — Сокровище акул / Sharks' Treasure
- 1978 — Пятый мушкетёр / The Fifth Musketeer — Д’Артаньян
- 1978 — Норманн / The Norseman — Рагнар
- 1985 — Плоть и пули / Flesh and Bullits
- 1987 — Она написала убийство — Дункан Барнетт

### Как режиссёр
- 1955 — Театр «Дженерал Электрик» / General Electric Theater (эпизод)
- 1955 — Страх бури / Storm Fear
- 1957 — Заколка дьявола / The Devil’s Hairpin
- 1958 — Маракайбо / Maracaibo
- 1963 — Ланселот и Гвиневера / Lancelot and Guinevere
- 1966 — Голая добыча / The Naked Prey
- 1967 — Красный берег / Beach Red
- 1970 — Смерть травы / No Blade of Grass
- 1975 — Сокровище акул / Sharks' Treasure